# Lex Clodia de capite civis Romani
La Lex Clodia de capite civis Romani (in lingua latina Legge Clodia sulla condanna a morte di un cittadino romano) fu una legge in senso lato  fatta approvare tramite  lo strumento degli scita plebis da Publio Clodio Pulcro, avversario politico di Marco Tullio Cicerone, che stabiliva la pena dell'esilio per chi avesse deliberato una condanna a morte senza concedere la provocatio ad populum, cioè la facoltà per ciascun cittadino romano di ricorrere in appello al popolo per evitare la condanna.
Nel marzo del 58 a.C. Clodio propose la legge, che aveva l'obiettivo di garantire i "diritti fondamentali" del cittadino, limitando il potere del senato e degli ottimati nel corso dei processi: si metteva in discussione la liceità dei senatus consulta ultima, i provvedimenti che il senato poteva adottare in caso di estrema necessità per garantire l'incolumità dello stato. In particolare, si sottolineava la necessità di concedere ai condannati la facoltà di appello al popolo, la provocatio ad populum: il provvedimento clodiano, dunque, sanzionava con valore retroattivo tutti coloro che avevano ratificato l'uccisione di un cittadino romano senza concedergli tale diritto. Pur senza che se ne facesse esplicita menzione, dunque, il provvedimento era diretto in primo luogo contro Cicerone, che nel 63 a.C. aveva permesso la condanna dei Catilinari senza appello al popolo.
Una simile proposta fu favorevolmente accolta dalle fasce più basse della popolazione e dai sostenitori di Catilina, che non avevano gradito l'atto di forza del senato nel 63 a.C. Al progetto clodiano non mancava, inoltre, l'appoggio di Gaio Giulio Cesare, che in occasione del processo ai Catilinari si era battuto con convinzione perché si scegliesse il confino come condanna, e dei triumviri, che avrebbero così visto diminuire il potere del senato. In particolare, Cesare riteneva utile ai suoi piani l'allontanamento da Roma di Cicerone, fervido difensore della repubblica, in occasione del suo proconsolato nelle Gallie, che lo avrebbe costretto a rimanere per lungo tempo lontano dall'Urbe. La nobilitas, nel tentativo di scongiurare il rischio di una serie di provvedimenti più radicali che esautorassero il senato, decise dunque di non ostacolare il provvedimento, e fu costretta ad accettare che, dopo l'allontanamento di Marco Porcio Catone, anche Cicerone avrebbe dovuto lasciare la scena politica.
Visto il generale consenso che si configurava attorno alla proposta di Clodio, alla vigilia della sua approvazione Cicerone lasciò Roma, sostenendo di essere stato invitato a farlo da Pompeo e dagli ottimati, che speravano così di evitare disordini.